# مركب ثنائي

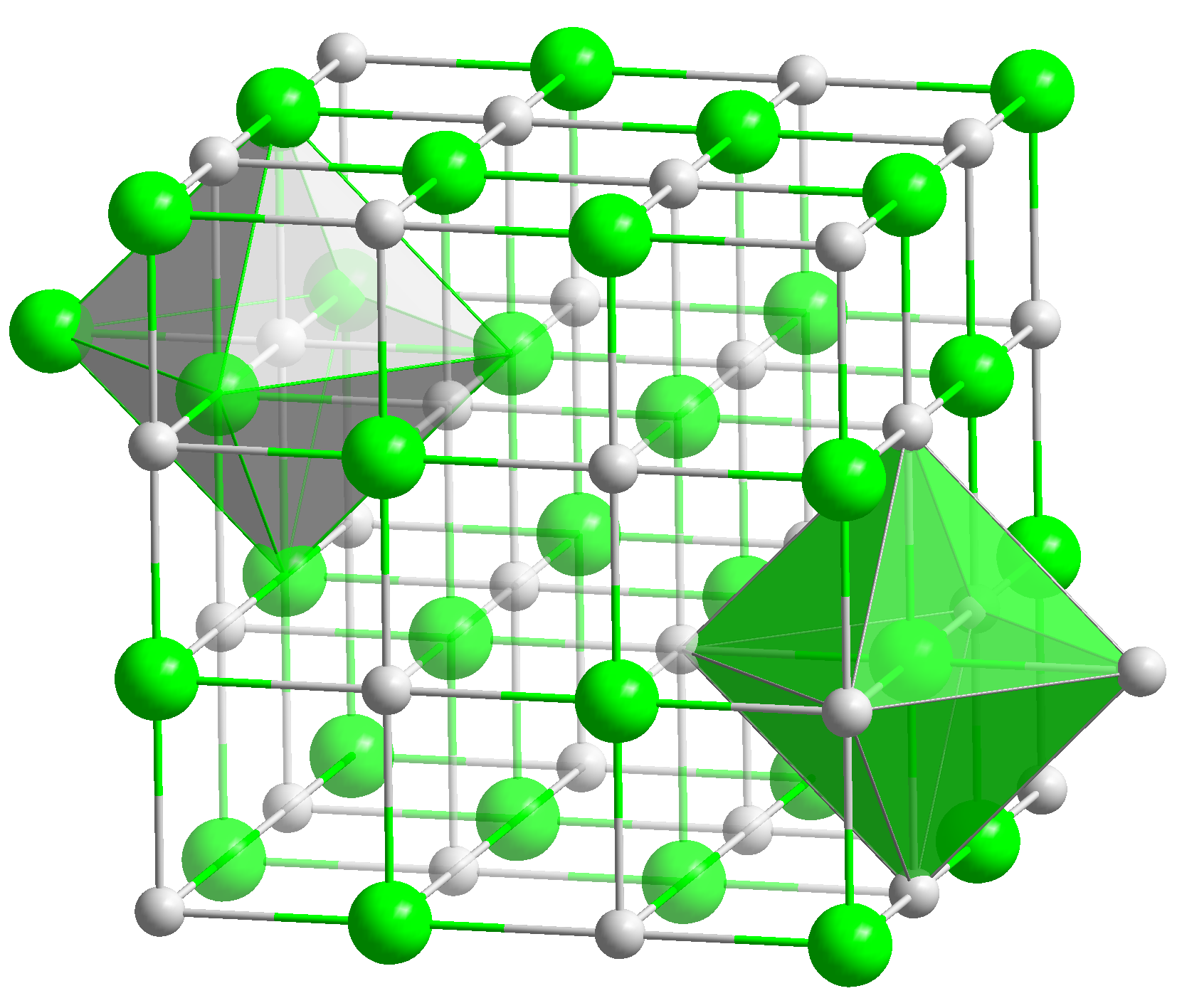

المركب الثنائي  (أو مركب ثنائي العنصر) هو مركب كيميائي يتكون من عنصرين كيميائيين مختلفين فقط.
تختلف قياس اتحادية العناصر (الستوكيومترية) للمركب حسب تكافؤ العناصر المكوّنة. وهناك مركبات ثنائية أيونية ومركبات ثنائية تساهمية؛ من أمثلة المركبات الثنائية الأيونية كلوريد الكالسيوم (CaCl2) و فلوريد الصوديوم (NaF) و أكسيد المغنسيوم (MgO). أما المركبات الثنائية التساهمية فمن أمثلتها الماء (H2O) وسداسي فلوريد الكبريت (SF6).

## اقرأ أيضاً
- قياس اتحادية العناصر